# Bjæverskov
Bjæverskov er en by på Østsjælland med 3.236 indbyggere  (2025), beliggende 16 km øst for Ringsted og 10 km vest for Køge. Byen hører til Køge Kommune og ligger i Region Sjælland.
Bjæverskov ligger i Bjæverskov Sogn, og Bjæverskov Kirke ligger i byen.

## Faciliteter
Skovboskolen fra 1970 har 486 elever, fordelt på 0.-9. klassetrin, samt SFO. Børnehuset Guldminen har 28 vuggestuebørn og 58 børnehavebørn. Skovbohallen ejes af den selvejende institution Skovbohallerne sammen med Boruphallen og Ejbyhallen.
Bjæverskov har SuperBrugs, forsamlingshus, discountbutik og bager, lægehus, tandlægecenter og ældrecenter.

## Historie
I Middelalderen lå der en stormandsgård lige vest for Bjæverskov Kirke. Køge Museum foretog i 1999 en arkæologisk udgravning på stedet og fandt helt uventet Bjæverskovskatten, en malmgryde fuld af mønter og smykker fra omkring 1254-59.
Bjæverskov lagde navn til Bjæverskov Herred i Præstø Amt.
I 1898 beskrives Bjæverskov således: "Bjeverskov, ved Landevejen, med Kirke, Skole og Andelsmejeri (Fuglebæk);" Andelsmejeriet lå 1½ km sydvest for landsbyen. Målebordsbladene viser desuden jordemoderhus og fattighus.

### Jernbanen
Bjæverskov fik jernbanestation på Køge-Ringsted Banen 1917-63. Stationen havde svinefold ved det kombinerede krydsnings- og læssespor. Stationen blev placeret på åben mark 1½ km sydøst for kirkelandsbyen for også at betjene nabolandsbyen Lidemark. Bjæverskov fik aldrig noget stationsbypræg, og byens kraftige vækst begyndte først for alvor i 1970'erne med opførelsen af store parcelhuskvarterer, der har fået den gamle landsby og bebyggelsen ved den tidligere station til at vokse sammen.
Stationsbygningen er bevaret på Smedevej 5. Banetracéet er bevaret på en 1½ km lang asfaltsti fra Lidemarksvej mod nordøst i retning af Vemmedrup og en 1 km lang grussti fra Skovbohallen mod sydvest til Vollerslevvej, hvor jernbanen fra 1929 havde et trinbræt, der hed Bjæverskov Mølle.

## Erhverv
Blandt byens erhvervsliv er William Cook Europe ApS, som er et selskab i Cook Group, der fremstiller medicinsk udstyr. Fabrikken blev etableret i 1969, og selskabet har omkring 750 medarbejdere i Bjæverskov.
Vest for byen ligger den 1000 m lange travbane Skovbobanen fra 1976. Den ejes nu af Dansk Travselskab, der også ejer Lunden i Charlottenlund.
Det historiske Fuglebæk Andelsmejeri blev senere udbygget til fødevarefabrikken Nutana. I dag rummer fabrikskomplekset delefødevarefabrikken Symbiosen, hvor 10 fødevareproducenter deler faciliteter, samt dyreparken Pangea Park.